# Lyda D. Newman

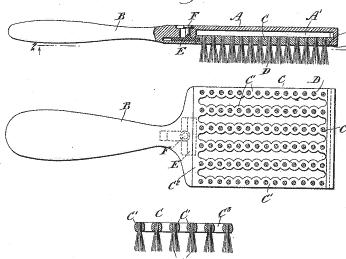
El raspall inventat per Lyda Newman, 1898

Lyda D. Newman (Ohio, 1885-…)va ser una inventora americana que va inventar un raspall de cabell que podria ser agafat amb una mà i era fàcil de netejar. Se li va concedir la patent dels Estats Units núm. 614.335 el 15 de novembre de 1898.
Newman va viure i treballar a la ciutat de Nova York al barri de Manhattan. El raspall es descriu a la patent com «d'una construcció senzilla i duradora» que és «d'un ús molt eficaç»". La part que toca els cabells es pot treure per ser netejat. Va néixer a Ohio i va ser activa en el moviment dels drets de les dones, i particularment per al dret de vot. Hi ha molt poca informació sobre la vida personal de Newman.